# شیمونوسکی، یاماگوچی

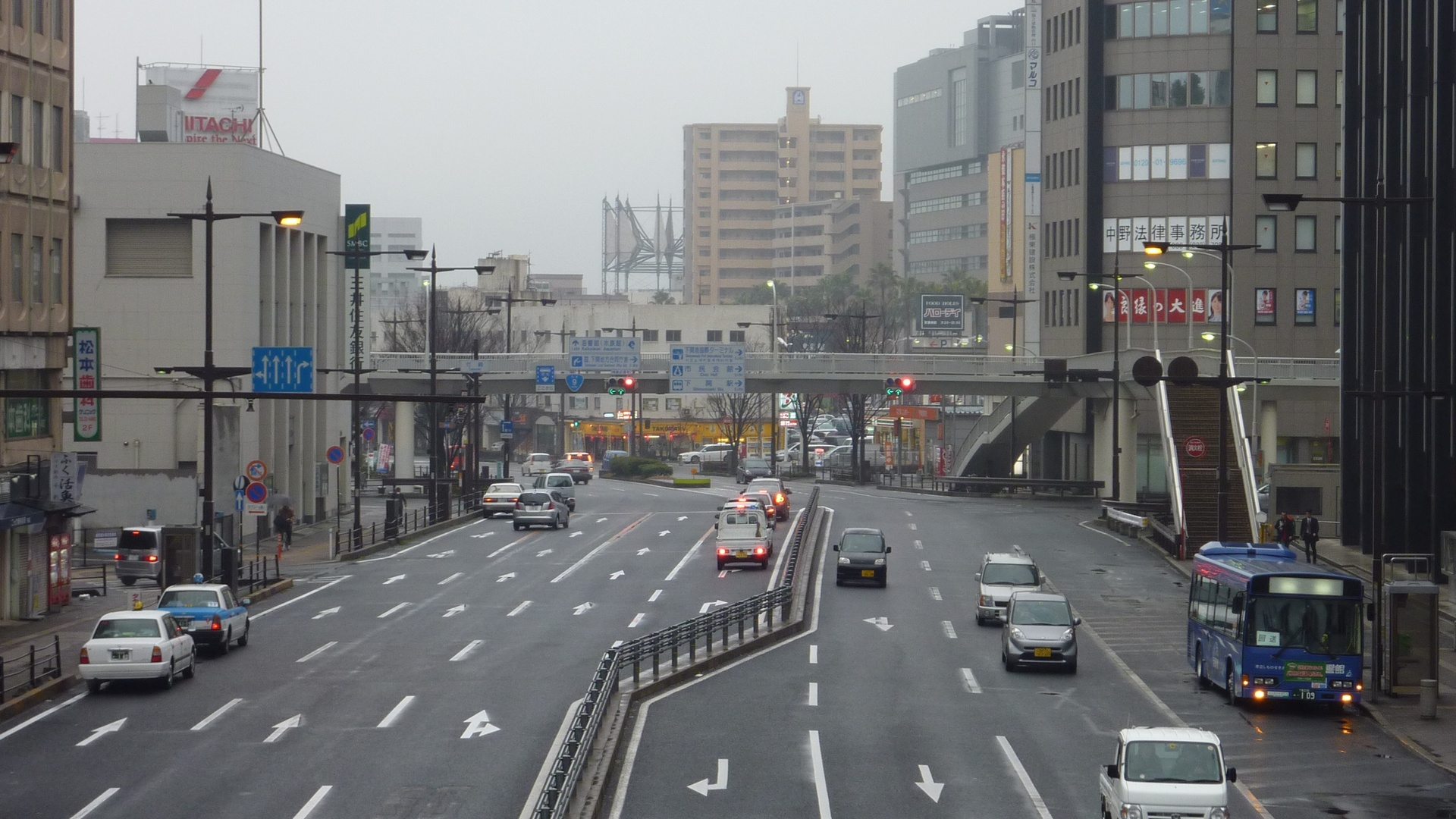
نمایی از شهر شیمونوسکی در ژاپن.

شیمونوسکی شهری است در کشور ژاپن. این شهر در استان یاماگوچی  و در جزیره هونشو قرار گرفته است.
جمعیت این شهر در سال ۲۰۰۵ میلادی برابر ۲۹۰۰۰۰ نفر برآورد شده است. این شهر بزرگترین شهر استان یاماگوجی است.